# Albatros capgrís
L'albatros capgrís (Thalassarche chrysostoma) és un gran ocell marí de la família dels diomedeids (Diomedeidae) que habita als Oceans Meridionals.